# سیارک ۱۴۶۷۹
سیارک ۱۴۶۷۹ (به انگلیسی: 14679 Susanreed، نامگذاری:1999XN42) چهارده هزار و ششصد و هفتاد و نهمین سیارک کشف شده‌است که در ۷ دسامبر ۱۹۹۹ کشف شد.
قدر مطلق سیارک برابر ۱۲.۳ است.